# Драгия Тумангелов
Драгия Нягулов Тумангелов е български композитор, хоров диригент и музикален педагог.

## Биография
Роден е на 13 февруари 1886 г. в Копривщица. Като ученик учи цигулка и пее в училищния хор. Живее в София от 1906 г. и учи цигулка при Неда Фтичева и теория на музиката при Добри Христов. През 1909 – 1912 г. следва в Консерваторията във Вюрцбург. Учи композиция и диригентство при Оберслебен. Започва да композира от 1915 г. След завръщането си в България е учител по музика във Втора мъжка гимназия, Първа мъжка гимназия и Военното училище в София. През 1924 – 1925 г. работи като диригент в хор „Родна песен“. Преподава в детски музикални школи в София и Самоков. Почива на 11 април 1961 г.
През 1960 г. е удостоен с орден „Кирил и Методий“ I степен.

## Творчество
Пише множество хорови и детски песни, повечето от тях са разработки на народни песни:
- „Тръгнали моми невести“ (1920)
- „Гу, гу, гу, галено де“ (1935)
- „Сватбата тръгва“ (1936)

Друга част от песните му са резултат на градската маршова песен:
- „Поклон“ (Иван Вазов)
- „Мила родино, здравей“ (Иван Вазов)
- „Русия“ (Петко Славейков)

## Трудове
Автор е на множество учебници по пеене за ученици от началните и прогимназиалните училища.